# Avramović
Avramović je priimek v Sloveniji, ki ga je po podatkih Statističnega urada Republike Slovenije na dan 1. januarja 2010 uporabljalo 96 oseb in je med vsemi priimki po pogostosti uporabe uvrščen na 4.539. mesto.

## Znani tuji nosilci priimka
- Aleksa Avramović (*1994), srbski košarkar
- Dimitrije Avramović (1815—1855), srbski slikar in pisatelj
- Dragoslav Avramović (1919—2001), srbski ekonomist
- Mihajlo Avramović (1864—1945), ustanovitelj prvih kmečkih zadrug v Srbiji
- Života Avramović - Žika Ledeni (1934–2002), generalpolkovnik JLA, poveljnik zagrebškega vojnega območja 1991 po zamenjavi generala Konrada Kolška